# Portaempelt

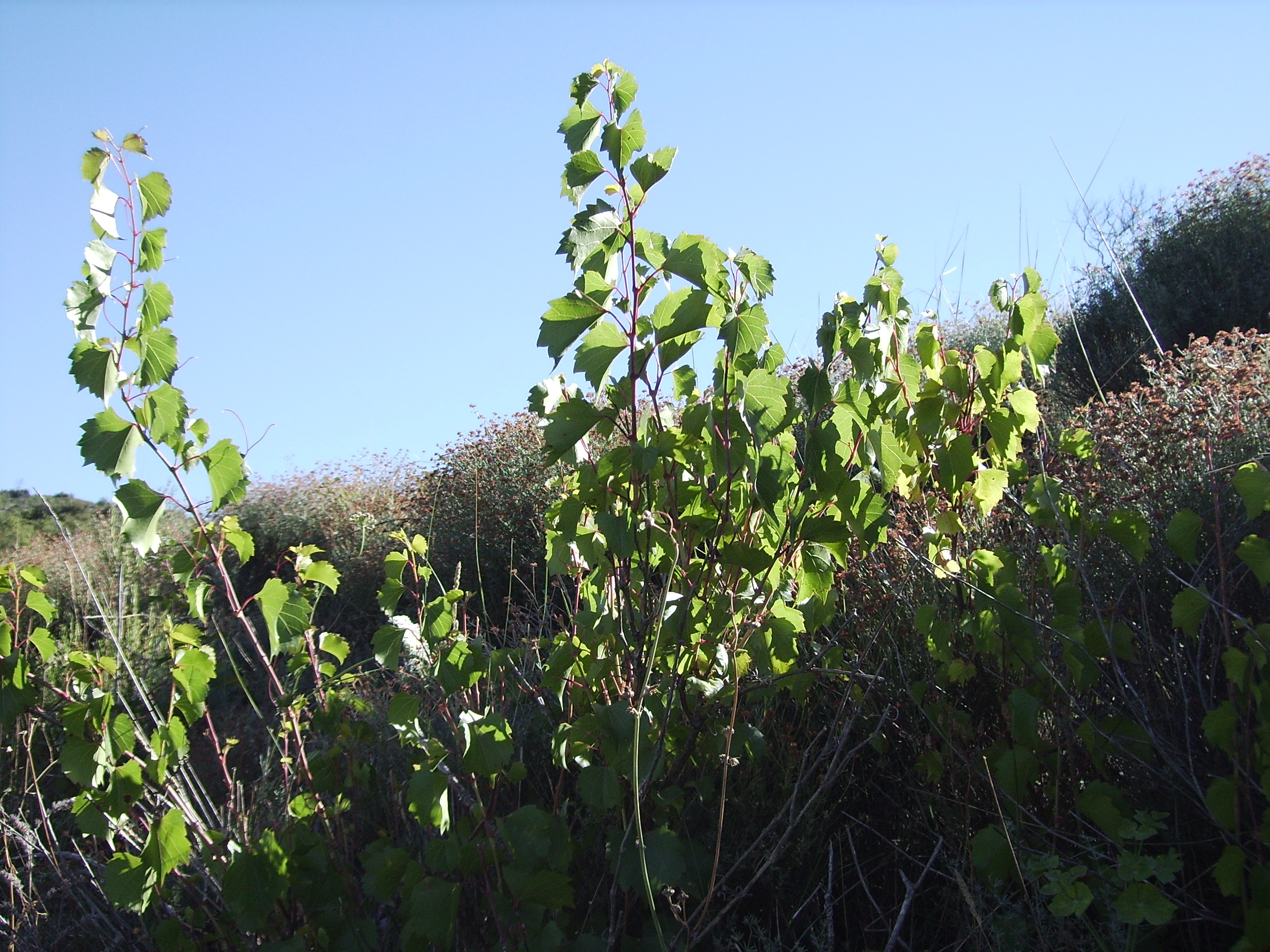
Portaempelt americà per a vinya

Portaempelt o patró és un terme agronòmic per a designar la planta o biont inferior, que tindrà les funcions radiculars quan es fa un empelt en una planta.
Amb l'excepció de les funcions mecàniques i de transport, està provat que el portaempelt pren part en la síntesi de matèries orgàniques simples i també de les fitohormonals. El portaempelt té una influència selectiva en la rebuda de matèria mineral del sòl. Activament influeix en (Syrbu et al., 1983) el contingut de sacàrids en els borrons, la resistència a la glaçada del borrons de les varietats empeltades (Nitransky, 1985), contingut de vitamines (Serafimova, 1984), acoloriment del fruit i la seva consistència i també el pes del fruit (Syrbu-Stajan, 1982). El caràcter de la influència sobre una varietat empeltada es decideix considerablement amb la salut dels portaempelts, especialment des del punt de vista de la compatibilitat, taxa de creixement i rendiments dels arbres fruiters (Dosba, 1991).
Com que el portaemplet no es pot canviar durant la vida de l'arbre fruiter cal prestar molta atenció a l'hora d'escollir el portaempelt.

## Característiques desitjables en un portaempelt
Les característiques més significatives en la selecció dels portaempelts són:
- Rusticitat: resistència en general a malalties i adversitats meteorològiques
- Vigor reduït (en general) per permetre una ràpida entrada en producció i facilitar la collita.
- Compatibilitat amb la planta empeltada
- Donar bon calibre als fruits
- Adaptació al sòl i al medi ambient: a l'acidesa i alcalinitat del terreny, a terres compactes asfixiants, a la presència de nematodes en la terra, resistència a fongs fitopatògens i altres paràsits, etc.
- Capacitat de propagació.
- Ancoratge de la planta al sòl.
- Taxa de creixement.
- Uniformitat.
- Influència en la precocitat de donar fruit i de seguir donar fruits quan l'arbre va envellint.

## Exemples de portaempelts
- Vinya: La plaga de la fil·loxera a finals del segle xix va obligar a empeltar tota la vinya europea sobre portaempelts del gènere Vitis indemnes a aquest insecte. En general les plantes americanes no eren tan resistents a la calç i la secada com les europees i es va haver de comprovar la resistència de totes elles a aquests contratemps per exemple Vitis berlandieri, Vitis lambrusca, etc. Donada la similitud botànica entre les plantes a empeltar els empelts agafaven sense dificultats en totes elles.
- Fruiters del gènere Prunus: Com en el cas de la vinya la recerca científica ha donat lloc a nous portaempelts, en alguns casos es tracta d'híbrids com el de l'estació agronòmica francesa de la Grand Ferrade GF 677 (planta híbrida d'ametller i presseguer) de gran resistència a la secada i de més llarga vida que el presseguer. Altres portaempelts són seleccions (molts d'ells de pruneres adaptades a terrenys asfixiants)
- Fruiters de llavors:En pomera l'estació agronòmica britànica d'East Malling fa anys que es va especialitzar en patrons nanitzants i a França en seleccions de codonyer per empeltar en pereres.
- Horticultura: S'han cercat portaempelts (generalment d'origen silvestre) per a tomaqueres i cucurbitàcies per evitar diverses malalties del sòl
- Jardineria: S'empelten varietats ornamentals obtingudes per mutacions tant en coníferes com en la resta de plantes. També s'empelten fins i tot cactus.